# Vrindavan
Vrindavan là một thành phố và là nơi đặt ban đô thị (municipal board) của quận Mathura thuộc bang Uttar Pradesh, Ấn Độ.

## Địa lý
Vrindavan có vị trí 27°35′B 77°42′Đ / 27,58°B 77,7°Đ Nó có độ cao trung bình là 170 mét (557 feet).

## Nhân khẩu
Theo điều tra dân số năm 2001 của Ấn Độ, Vrindavan có dân số 56.618 người. Phái nam chiếm 56% tổng số dân và phái nữ chiếm 44%. Vrindavan có tỷ lệ 65% biết đọc biết viết, cao hơn tỷ lệ trung bình toàn quốc là 59,5%: tỷ lệ cho phái nam là 73%, và tỷ lệ cho phái nữ là 55%. Tại Vrindavan, 13% dân số nhỏ hơn 6 tuổi.